# Sowjetischer Fußballpokal 1952
Der Sowjetische Fußballpokal 1952 war die 13. Austragung des sowjetischen Pokalwettbewerbs der Männer.
Pokalsieger wurde Torpedo Moskau. Das Team setzte sich im Finale gegen Spartak Moskau durch. Der Wettbewerb fand ohne Titelverteidiger ZDSA Moskau statt. Der sowjetische Machthaber Josef Stalin ließ den Verein am 18. August 1952 wegen „schwerwiegender Schäden am Ansehen des sowjetischen Sports“ auflösen. Vorausgegangen war die Niederlage gegen Jugoslawien im Achtelfinale der Olympischen Sommerspiele 1952.

## Teilnehmende Teams
| Klass A (14) | Klass B (18) | Pokalsieger Teilrepubliken (18) |
| --- | --- | --- |
| - Dynamo Moskau - Lokomotive Moskau - Spartak Moskau - Torpedo Moskau - WWS Moskau - Daugava Riga - Dynamo Leningrad - Dynamo Kiew - Dinamo Minsk - Dinamo Tiflis - Krylja Sowetow Kuibyschew - MWO Kalinin - Schachtjor Stalino - Zenit Leningrad | - Burewestnik Kischinjow - Dinamo Alma-Ata - Dinamo Jerewan - Dinamo Stalinabad - DO Kiew - Krasnoje snamja Iwanowo - Krasnaja Swesda Petrosawodsk - Lokomotive Charkow - Neftjanik Baku - Spartak Aschchabat - Spartak Vilnius - DO Swerdlowsk - JK Tallinna Kalev - DO Taschkent - DO Tiflis - Torpedo Gorki - Torpedo Stalingrad - WMS Moskau | - Stroitel Leninakan (SSR Armenien) - SiB Baku (SSR Aserbaidschan) - Spartak Minsk (SSR Belarus) - KBF Tallinn (SSR Estland) - TTU Tiflis (SSR Georgien) - DO Petrosawodsk (SSR Karelo-Finnland) - Stroitel Usk-Kamenogorsk (SSR Kasachstan) - Dinamo Frunse (SSR Kirgisien) - DO Riga (SSR Lettland) - DO Vilnius (SSR Litauen) - Burewestnik Bender (SSR Moldawien) - Team Molotow (SFSR Russland) - Dinamo-II Stalinabad (SSR Tadschikistan) - ODO Aschchabad (SSR Turkmenistan) - Metallurg Saporoschje (SSR Ukraine) - Dinamo Taschkent (SSR Usbekistan) - WMS-II Leningrad (Leningrad (Stadt)) - Dynamo-II Moskau (Moskau (Stadt)) |

## 1. Runde
| Datum      |                       | Ergebnis  |                    |
| ---------- | --------------------- | --------- | ------------------ |
| 24.08.1952 | Stroitel Leninakan    | 2:2 n. V. | DO Taschkent       |
| 25.08.1952 | Dinamo-II Stalinabad  | 0+:- 1    | JK Tallinna Kalev  |
| 06.09.1952 | DO Petrosawodsk       | 00:13     | Dinamo Jerewan     |
| 07.09.1952 | ODO Aschchabad        | 0:5       | Torpedo Stalingrad |
| 21.09.1952 | Metallurg Saporoschje | 2:4       | Spartak Vilnius    |

### Wiederholungsspiel
| Datum      |                    | Ergebnis |              |
| ---------- | ------------------ | -------- | ------------ |
| 25.09.1952 | Stroitel Leninakan | 2:0      | DO Taschkent |

## 2. Runde
| Datum      |                    | Ergebnis  |                              |
| ---------- | ------------------ | --------- | ---------------------------- |
| 21.08.1952 | Team Molotow       | 1:2       | Dinamo Alma-Ata              |
| 24.08.1952 | Dynamo-II Moskau   | 0:1       | DO Kiew                      |
| 07.09.1952 | DO Riga            | 5:1       | Krasnaja Swesda Petrosawodsk |
| 07.09.1952 | Stroitel Leninakan | 0+:- 2    | Dinamo-II Stalinabad         |
| 07.09.1952 | Dinamo Frunse      | 0+:- 2    | Dinamo Stalinabad            |
| 07.09.1952 | MWO Kalinin        | 4:2 n. V. | Dynamo Kiew                  |
| 07.09.1952 | Schachtjor Stalino | 1:3       | Lokomotive Moskau            |
| 07.09.1952 | SiB Baku           | 0:5       | DO Swerdlowsk                |
| 08.09.1952 | Spartak Minsk      | 0:2       | DO Tiflis                    |
| 09.09.1952 | DO Vilnius         | 0:0 n. V. | Burewestnik Kischinjow       |
| 11.09.1952 | Dinamo Taschkent   | 0:5       | Neftjanik Baku               |
| 12.09.1952 | Torpedo Moskau     | 0:0 n. V. | Dinamo Jerewan               |
| 12.09.1952 | WMS-II Leningrad   | 0:2       | Lokomotive Charkow           |
| 14.09.1952 | KBF Tallinn        | 1:0       | Krasnoje snamja Iwanowo      |
| 28.09.1952 | Dinamo Minsk       | 3:2 n. V. | Krylja Sowetow Kuibyschew    |
| 05.10.1952 | Burewestnik Bender | 3:6       | WMS Moskau                   |
| 05.10.1952 | Spartak Vilnius    | 1:1 n. V. | Torpedo Stalingrad           |
| 05.10.1952 | Torpedo Gorki      | 3:2       | Stroitel Usk-Kamenogorsk     |

### Wiederholungsspiele
| Datum      |                 | Ergebnis |                        |
| ---------- | --------------- | -------- | ---------------------- |
| 10.09.1952 | DO Vilnius      | 1:0      | Burewestnik Kischinjow |
| 13.09.1952 | Torpedo Moskau  | 1:0      | Dinamo Jerewan         |
| 06.10.1952 | Spartak Vilnius | 1:2      | Torpedo Stalingrad     |

## 3. Runde
| Datum      |                    | Ergebnis  |                    |
| ---------- | ------------------ | --------- | ------------------ |
| 24.08.1952 | TTU Tiflis         | 1:1 n. V. | Spartak Aschchabat |
| 04.09.1952 | Daugava Riga       | 1:1 n. V. | Dynamo Leningrad   |
| 28.09.1952 | DO Vilnius         | 0+:- 3    | Dinamo Frunse      |
| 05.10.1952 | MWO Kalinin        | 4:1       | DO Tiflis          |
| 08.10.1952 | DO Swerdlowsk      | 5:1       | Dinamo Alma-Ata    |
| 10.10.1952 | Neftjanik Baku     | 2:2 n. V. | WMS Moskau         |
| 12.10.1952 | DO Kiew            | 2:0       | KBF Tallinn        |
| 12.10.1952 | Lokomotive Charkow | 2:0       | DO Riga            |
| 12.10.1952 | Lokomotive Moskau  | 6:0       | Torpedo Stalingrad |
| 12.10.1952 | Torpedo Gorki      | 0:1       | Dinamo Minsk       |
| 13.10.1952 | Torpedo Moskau     | 2:0       | Stroitel Leninakan |

### Wiederholungsspiele
| Datum      |                | Ergebnis |                    |
| ---------- | -------------- | -------- | ------------------ |
| 25.08.1952 | TTU Tiflis     | 1:4      | Spartak Aschchabat |
| 05.09.1952 | Daugava Riga   | 0:3      | Dynamo Leningrad   |
| 11.10.1952 | Neftjanik Baku | 2:0      | WMS Moskau         |

## Achtelfinale
Die fünf Erstligisten Dynamo Moskau, Spartak Moskau, WWS Moskau, Dinamo Tiflis und Zenit Leningrad stiegen in dieser Runde ein.
| Datum      |                    | Ergebnis  |                    |
| ---------- | ------------------ | --------- | ------------------ |
| 05.10.1952 | Spartak Aschchabat | 2:3       | Dynamo Leningrad   |
| 12.10.1952 | Spartak Moskau     | 5:1       | DO Swerdlowsk      |
| 15.10.1952 | Dynamo Moskau      | 4:1       | DO Vilnius         |
| 16.10.1952 | WWS Moskau         | 2:1 n. V. | Dinamo Minsk       |
| 18.10.1952 | Zenit Leningrad    | 2:0       | Lokomotive Charkow |
| 18.10.1952 | DO Kiew            | 2:1       | Lokomotive Moskau  |
| 18.10.1952 | Torpedo Moskau     | 4:0       | Neftjanik Baku     |
| 18.10.1952 | MWO Kalinin        | 2:1       | Dinamo Tiflis      |

## Viertelfinale
| Datum       |                  | Ergebnis |                 |
| ----------- | ---------------- | -------- | --------------- |
| 19.10.1952  | Dynamo Leningrad | 2:0      | WWS Moskau      |
| 21.10.1952  | Spartak Moskau   | 3:0      | Dynamo Moskau   |
| 23.10.1952  | Torpedo Moskau   | 3:1      | Zenit Leningrad |
| 124.10.1952 | DO Kiew          | 2:0      | MWO Kalinin     |

## Halbfinale
| Datum      |                | Ergebnis |                  |
| ---------- | -------------- | -------- | ---------------- |
| 28.10.1952 | Spartak Moskau | 2:0      | DO Kiew          |
| 29.10.1952 | Torpedo Moskau | 2:0      | Dynamo Leningrad |

## Finale
| Paarung        | Torpedo Moskau – Spartak Moskau |
| Ergebnis       | 1:0 (0:0) |
| Datum          | 2. November 1952 |
| Stadion        | Dynamo-Stadion, Moskau |
| Zuschauer      | 80.000 |
| Schiedsrichter | Nikolai Latyschew |
| Tore           | 1:0 Walentin Petrow (89.) |
| Torpedo Moskau | Oleg Michailow – Michail Bytschkow, Agustìn Gómez Pagóla – Lew Tarassow, Pawel Solomatin, Juri Tschaiko – Witali Bazkewitsch, Boris Chrenow (60. Leonid Samochin), Walentin Petrow, Boris Safronow, Juri Solotow Cheftrainer: Wiktor Maslow    |
| Spartak Moskau | Wladimir Tschernischew – Nikolai Tischtschenko, Wiktor Below – Juri Sedow, Oleg Timakow – Igor Netto, Alexei Paramonow, Nikolai Parschin, Nikita Simonjan, Nikolai Dementjew , Walentin Jemyschew (Anatoli Iljin) Cheftrainer: Wassili Sokolow |